# 鈴木信吾 (アニメーター)
鈴木 信吾（すずき しんご、8月7日 - ）は、日本の男性アニメーター、キャラクターデザイナー、アニメ演出家・監督。千葉県出身。GoHands所属。血液型はB型、星座はしし座。

## 来歴
東京アニメーター学院を卒業後、アニメーション下請け制作会社のアニメ浪漫に入社。同期入社組には、吉成鋼らがいる。
アニメ浪漫を退社して以降は、サンライズ、GONZO、サテライトなどを活動の拠点とし、アニメーターやアニメーション演出家として活躍した。
2011年現在はGoHandsに社員アニメーターとして勤務している。

## 参加作品

### テレビアニメ
- ピグマリオ（原画）
- キン肉マン キン肉星王位争奪編（原画）
- NINKU -忍空-（原画）
- 銀装騎攻オーディアン（演出・作画監督・原画）
- 地球少女アルジュナ（作画）
- 超重神グラヴィオン（絵コンテ・演出・作画監督・原画）
- 超重神グラヴィオンZwei（絵コンテ・原画）
- 出撃!マシンロボレスキュー（絵コンテ）
- R.O.D -THE TV-（絵コンテ）
- GANTZ（作画監督）
- トリニティ・ブラッド（メカ/プロップデザイン・作画監督・原画）
- SAMURAI 7（作画監督・原画）
- ノエイン もうひとりの君へ（原画）
- ウィッチブレイド（作画監督・原画）
- 恋する天使アンジェリーク 〜かがやきの明日〜（作画監督・OP原画）
- BACCANO! -バッカーノ!-（作画監督）
- しゅごキャラ!（アニメーションディレクター・作画監督 他）
- マクロスF（作画監督）
- 鉄腕バーディー DECODE:02（OP原画）
- プリンセスラバー!（キャラクターデザイン・アニメーションディレクター・作画監督）
- 聖剣の刀鍛冶（原画）
- 生徒会役員共（原画）
- 魔法少女まどか☆マギカ（原画）
- K（監督・キャラクターデザイン・美術設定・絵コンテ・作画監督（レイアウト/アニメーション）・原画・OP絵コンテ・OP作画監督・OP原画）
- BTOOOM!（原画）
- COPPELION（監督・キャラクターデザイン・絵コンテ・原画・OP絵コンテ・OP原画）
- 生徒会役員共*（チーフアニメーター・演出協力・OP原画・原画）
- K RETURN OF KINGS（監督・キャラクターデザイン・美術設定・絵コンテ・作画監督（レイアウト/アニメーション）・OP絵コンテ・OP作画監督・ED絵コンテ・ED作画監督）
- ハンドシェイカー（監督・絵コンテ）
- W'z《ウィズ》（監督・絵コンテ）
- プレイタの傷（監督・キャラクターデザイン[2]）
- 好きな子がめがねを忘れた（コンセプトアート・絵コンテ）
- デキる猫は今日も憂鬱（絵コンテ・演出・作画監督）
- もめんたりー・リリィ（総監督・キャラクターデザイン[3]・絵コンテ・演出）
- 追放された転生重騎士はゲーム知識で無双する（総監督[4]）

### 劇場アニメ
- Genius Party 上海大竜（キャラクターデザイン）
- マルドゥック・スクランブル 圧縮（キャラクターデザイン・アニメーションディレクター・画コンテ・イメージボード・レイアウトアニメーション作画監督・原画）
- マルドゥック・スクランブル 燃焼（キャラクターデザイン・総作画監督・画コンテ・イメージボード）
- マルドゥック・スクランブル 排気（キャラクターデザイン・総作画監督）
- 劇場版 K MISSING KINGS（監督・キャラクターデザイン）
- 劇場版 K SEVEN STORIES Episode 1 R:B 〜BLAZE〜（監督・キャラクターデザイン）
- 劇場版 K SEVEN STORIES Episode 2 SIDE:BLUE 〜天狼の如く〜（監督・キャラクターデザイン）
- 劇場版 K SEVEN STORIES Episode 3 SIDE:GREEN 〜上書き世界〜（監督・キャラクターデザイン）
- 劇場版 K SEVEN STORIES Episode 4 Lost Small World 〜檻の向こうに〜（監督・キャラクターデザイン）
- 劇場版 K SEVEN STORIES Episode 5 メモリー・オブ・レッド 〜BURN〜（監督・キャラクターデザイン）
- 劇場版 K SEVEN STORIES Episode 6 Circle Vision 〜Nameless Song〜（監督・キャラクターデザイン）

### OVA
- THE 八犬伝 〜新章〜（原画）
- 3×3 EYES 〜聖魔伝説〜（原画）
- てなもんやボイジャーズ（原画）
- R.O.D -READ OR DIE-（原画）
- 鴉 -KARAS-（原画）